# George Kalinsky
George Kalinsky (14. dubna 1936 – 16. ledna 2025) byl americký fotograf. Byl oficiálním fotografem Madison Square Garden od roku 1966 až do své smrti a sloužil jako oficiální fotograf v Radio City Music Hall. V listopadu 2010 mu Národní umělecký klub udělil medaili cti za fotografii.

## Život a kariéra
Kalinsky se narodil v Hempsteadu v New Yorku, 14. dubna 1936, jako syn Fay Rosenové a Samuela Kalinského, maloobchodníka.
Kalinského fotografie byly publikovány v několika magazínech, včetně Sports Illustrated, People, Newsweek a The New York Times. Napsal deset knih.
V květnu 2009 otevřela Rock and Roll Hall of Fame výstavu věnovanou Kalinského fotografiím z nejpopulárnějších koncertů Madison Square Garden. Mnohé z těchto fotografií jsou součástí stálé sbírky muzea.
Od roku 2010 vystavovali New York Mets, pro které byl Kalinsky oficiálním fotografem, sbírku Kalinskyho fotografií na celém Citi Field.
Kalinsky byl oceněn cenou 2017 Legends Award od Pratt Institute na večeři v hotelu Mandarin v listopadu 2017. New York Historical měl výstavu „New York objektivem George Kalinského“ obsahující 80 snímků Kalinského práce za posledních 50 let. Výstava byla dobře přijata a byla prodloužena do července 2018. Muzeum přidalo tato díla do své stálé sbírky. V únoru 2018 Sports Business Journal představil Kalinského a jeho kariéru na titulní stránce jejich časopisu. Frank Sinatra Enterprises produkoval dokument o Kalinskyho 50leté kariéře.
Kalinsky zemřel 16. ledna 2025 ve věku 88 let.

### Pozoruhodné fotografie

#### Mistrovství týmů v New Yorku
- 1970 Finále NBA – Knicks porazili Los Angeles Lakers na svém prvním šampionátu NBA
- 1986 World Series – Mets porazil Boston Red Sox a vyhráli Světovou sérii
- 1994 Finále Stanley Cupu – Rangers vyhráli Stanley Cup – poprvé po 54 letech – nad Vancouver Canucks

#### Politické konvence
- 1980 Demokratické národní shromáždění
- 1992 Demokratické národní shromáždění
- 2004 republikánský národní sjezd

#### Další fotografie
- The Fight of the Century, 8. března 1971, mezi šampionem Joe Frazierem a vyzyvatelem Muhammadem Alim
- Koncert pro Bangladéš, 1. srpna 1971
- Elvis Presley 9-11. června 1972, čtyři do jednoho vyprodané koncerty. Jedna z jeho fotografií pořízených během tohoto týdne byla zvětšena do velikosti třípatrového billboardu o rozměrech 11 x 22 metrů a odhalena v budově Times Square v New Yorku 1. dubna 2008.
- Ali-Frazier II, 28. ledna 1974
- Poslední živé vystoupení Johna Lennona, 28. listopadu 1974
- Papežská mše papeže Jana Pavla II v Madison Square Garden, 3. října 1979
- Poslední hra Wayna Gretzkého, 18. dubna 1999
- Subway Series z roku 2000
- Koncert pro New York City k uctění obětí útoků z 11. září, 20. října 2001
- Koncert od Big Apple po Big Easy s cílem získat finanční prostředky na pomoc při hurikánu Katrina, 20. září 2005

### Vyznamenání a ocenění
- 2001 – Držitel nejvyššího ocenění uděleného fotografickým průmyslem (PMDA) jako Mezinárodní fotograf roku.
- 2001 – Národním centrem pro zdravotně postižené, organizací, pro kterou působil jako spolupředseda, byl jmenován „Sportovcem roku“.
- 2001 – Pratt Institute, kde byl studentem designu, byl jmenován „Mužem roku“.
- 2007 – Uveden do Národní židovské sportovní síně slávy.[5]
- 2008 – Cena Pratt Institute za celoživotní dílo.
- 2010 – účastník NYC Basketball Hall of Fame.[6]
- 2010 – Čestná medaile Národního uměleckého klubu za fotografii.
- 2015 – Ocenění New York Knicks 'Dick McGuire Legacy Award.[7]
- 2017 – Ocenění Pratt Institute's Legends Award.
- Sloužil na Fulbrightově stipendijní nadaci
- Zahrnut v seznamu 100 nejlepších obyvatel New Yorku.